# Robert Maxwell, 5. Lord Maxwell
Robert Maxwell, 5. Lord Maxwell (* 1510; † 13. September 1552 in Dumfries), war ein schottischer Adliger.

## Leben
Er war der älteste Sohn und Erbe des Robert Maxwell, 4. Lord Maxwell aus dessen Ehe mit Janet Douglas, einer Tochter von William Douglas, Laird of Drumlanrig.
Zusammen mit seinem Vater und seinem Bruder John wurde er am 14. Februar 1543 Hüter von Lochmaben Castle, am 19. Dezember 1544 folgte die Ernennung zum „Warden of the West Marches“ an Stelle seines Vaters. Im Jahr 1545 wurde er in dieser Funktion bei einer hot rod genannten überfallartigen Aktion gegen die Bewohner von Stranleheugh gefangen genommen, nach England in Gefangenschaft gebracht und erst 1549 im Austausch gegen Thomas Palmer freigelassen. Seine Ernennung zum „Warden of the West Marches“ wurde am 29. März 1550 erneuert, am 5. August des gleichen Jahres trat er das Erbe und die Nachfolge seines verstorbenen Vaters an. Im Jahr 1551 und in der Folge bis zu seinem Tod am 13. September 1552 war er unter Königin Maria Mitglied des Geheimen Kronrates.
Am 25. Juli 1530 hatte er mit Genehmigung von König Jakob V. die damals minderjährige Lady Beatrix Douglas geheiratet, eine Tochter des James Douglas, 3. Earl of Morton aus dessen Ehe mit der illegitimen Tochter König Jakobs IV. Lady Katherine Stewart. Mit ihr hatte er zwei Söhne:
- Robert Maxwell, 6. Lord Maxwell (um 1550–um 1554);
- John Maxwell, 7. Lord Maxwell (1553–1593).